# Leiomyom

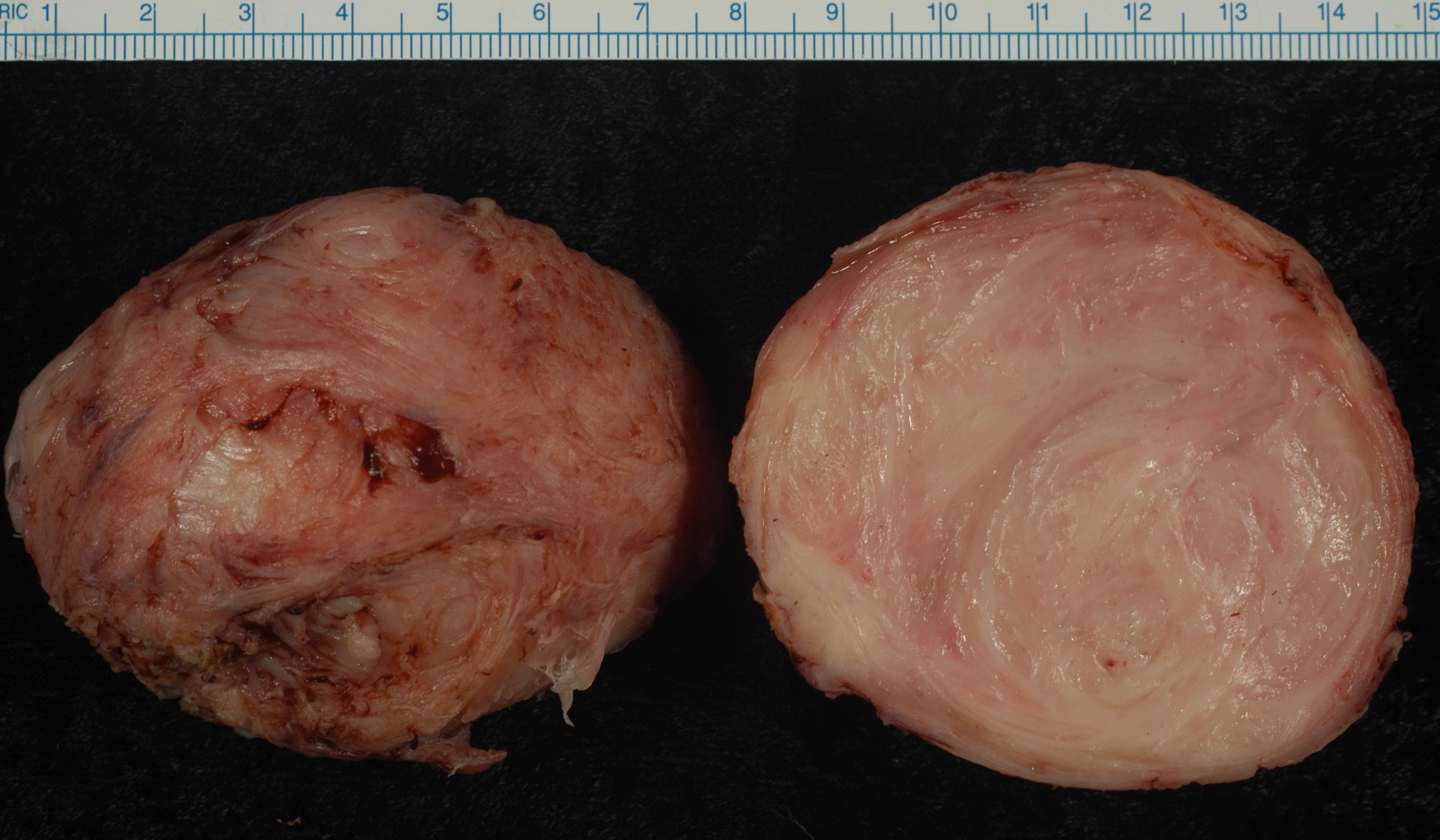
Operationspräparat eines Leiomyoms des Uterus.

Leiomyome sind gutartige (benigne) Tumoren der glatten Muskulatur. Die Bezeichnung leitet sich her von altgriechisch λεῖος leîos, ‚glatt, sanft‘ und μῦς mŷs, ‚Muskel‘ und -om „Geschwulst“.

## Pathologie

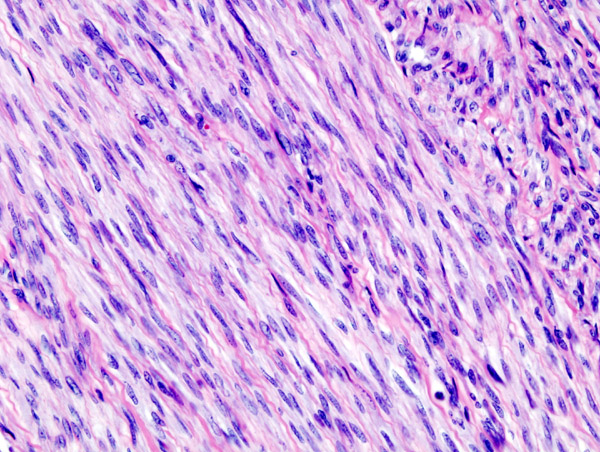
Histologie des Leiomyoms. Hämatoxylin-Eosin gefärbtes Schnittpräparat.

Die glatte Muskulatur bildet sich während der Entwicklung eines Lebewesens aus mesenchymalen Zellen. Die Leiomyome werden daher auch zur großen Gruppe der benignen mesenchymalen Tumoren zugeordnet. Die häufigste Lokalisation von Leiomyomen des Menschen ist mit etwa 90 % die Gebärmutter, solche Tumoren werden als Uterusmyome bezeichnet. Daneben können Leiomyome in allen Organen entstehen, die Anteile glatter Muskulatur haben, wie beispielsweise Leiomyome der Gefäße (Angioleiomyome), der Hautanhangsgebilde (Dermatoleiomyome), der Speiseröhre (Ösophagusleiomyome) und der ableitenden Harnwege. Auch intrakranielle Leiomyome wurden in Einzelfällen beschrieben.

## Einteilung

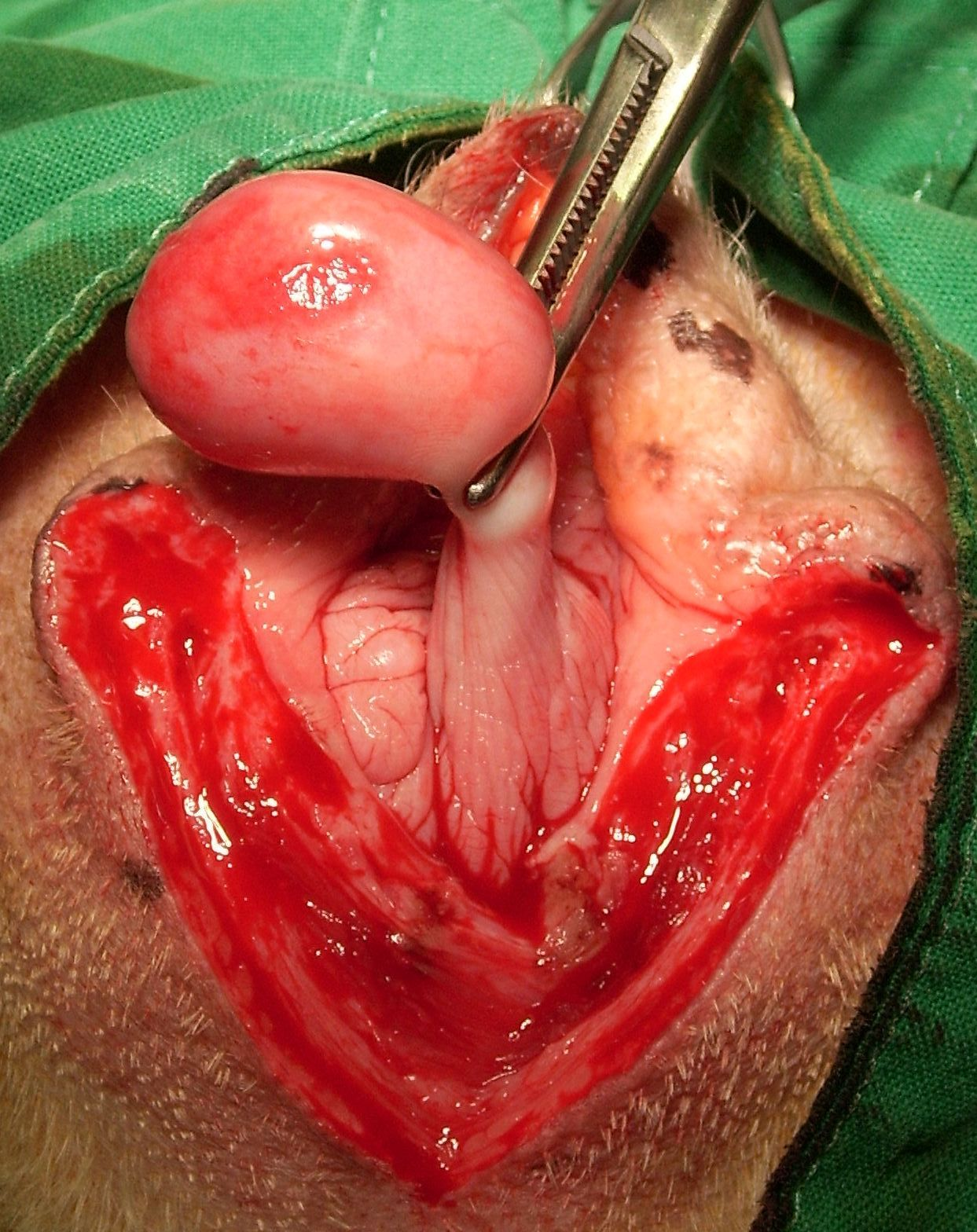
Leiomyom der Scheide bei einer Hündin

Entsprechend der WHO-Klassifikation der Weichteiltumore werden die Leiomyome als Tumoren der glatten Muskulatur zu der Hauptgruppe fibrohistiozytären Tumoren gerechnet. Es werden unterschieden:
- Angioleiomyome: relativ häufiger vorwiegend in den Extremitäten (häufiger in den unteren Extremitäten) auftretender oft schmerzhafter Tumor im Unterhautgewebe. Selten größer als 2 cm. Die lokale Ausschneidung ist ausreichend.
- tiefe Weichteil-Leiomyome: seltener Typ von Leiomyomen in tieferen Gewebsschichten. Vorwiegend im Skelettmuskel (dort bei beiden Geschlechtern gleich häufig), aber auch retroperitoneal anzutreffen (dort bei Frauen deutlich häufiger). Komplette Resektion empfohlen, Rezidive sind häufig.
- genitale Leiomyome
- Leiomyosarkome des Weichgewebes: maligne Variante der Leiomyome. Meist im mittleren bis höheren Lebensalter. Häufig im Retroperitoneum und Beckenbereich (bei beiden Lokalisationen bei Frauen deutlich häufiger), aber auch von großen Gefäßen ausgehend. Auch etwa 10–15 % der Extremitätensarkome sind Leiomyosarkome. Fernmetastasen und lokale Rezidive sind häufig. Retroperitoneale Leiomyosarkome sind bei Diagnose meist sehr groß, ohne klar definierten Rand, und lassen sich selten vollständig entfernen, daher ist die Prognose relativ schlecht.

Weitere Sonderformen im Weichgewebe sind pilare Leiomyome, kutane Leiomyosarkome, die Leiomyomatosis peritonealis disseminata, und epitheloide Leiomyome der glatten Muskulatur. In den letzten Jahren wurden Leiomyomformen vermehrt bei immunkompromittierten Patienten (z. B. HIV-Patienten und Transplantatempfänger) beschrieben, wobei eine Assoziation mit dem Epstein-Barr-Virus bestand.
Darüber hinaus klassifiziert die WHO zwei Formen unter den Knochentumoren:
- Knochenleiomyom: sehr seltener, gutartiger Knochentumor vor allem im mittleren Lebensalter. Am häufigsten in den Gesichtsknochen, meist im Unterkiefer. Schmerzhafte röntgentransparente Tumoren, selten größer als 3 cm. Eine lokale Resektion ist ausreichend.
- Leiomyosarkom des Knochens: seltener, sehr bösartiger Tumor meist des mittleren Lebensabschnitts. Vorwiegend knienah an Oberschenkelknochen (Femur) oder Schienbein (Tibia). Nächsthäufigere Lokalisation ist der Gesichtsschädel. Selten größer als 6 cm, oft durch die Corticalis in das umgebende Gewebe infiltrierend. In etwa der Hälfte der Fälle entstehen Fernmetastasen vorwiegend in der Lunge. Mortalität etwa 50 %.